# Porte de Châtillon
La porte de Châtillon est une porte de Paris, en France, située dans le 14e arrondissement.

## Historique

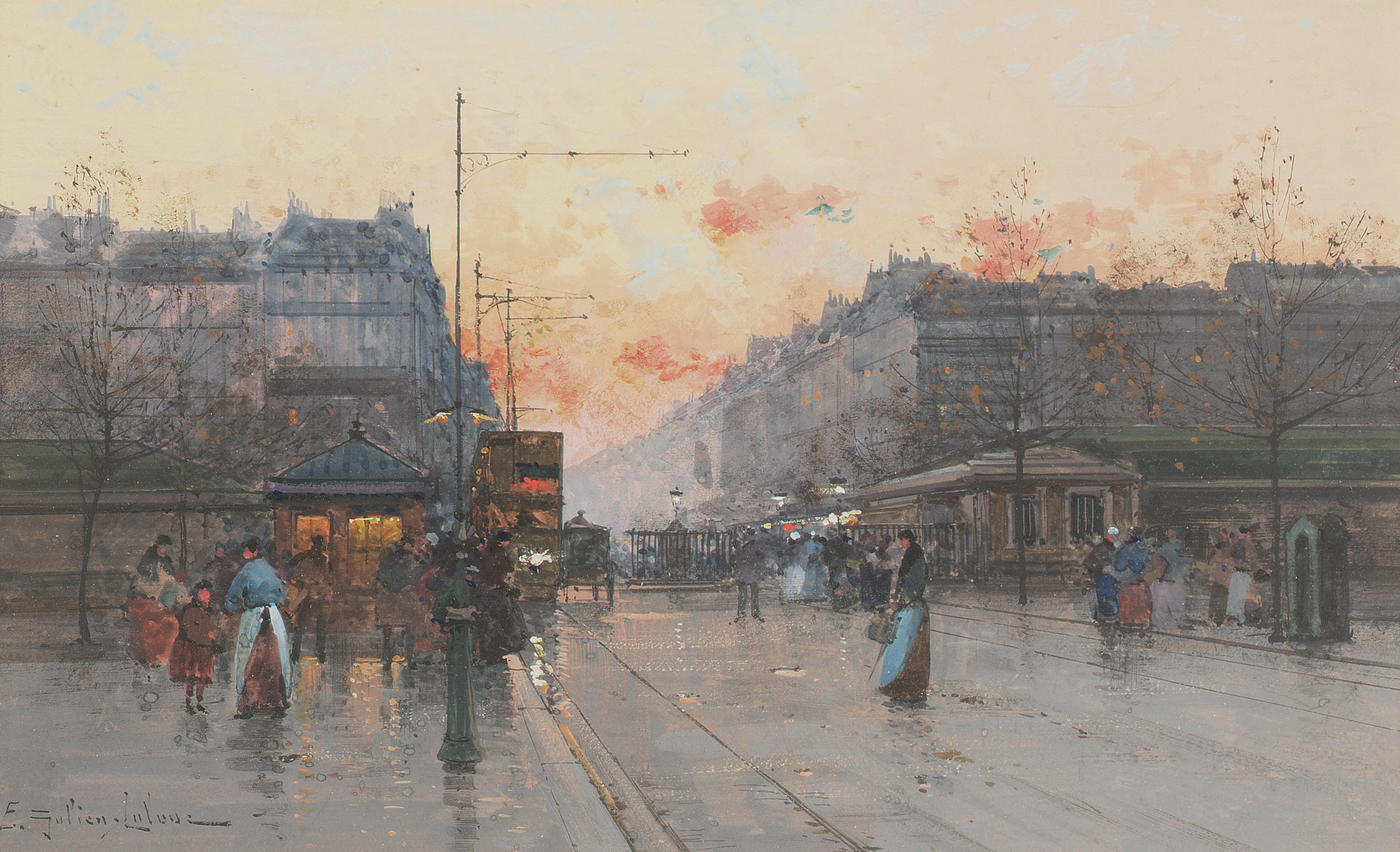
La porte de Châtillon, par Eugène Galien-Laloue.

## Situation et accès

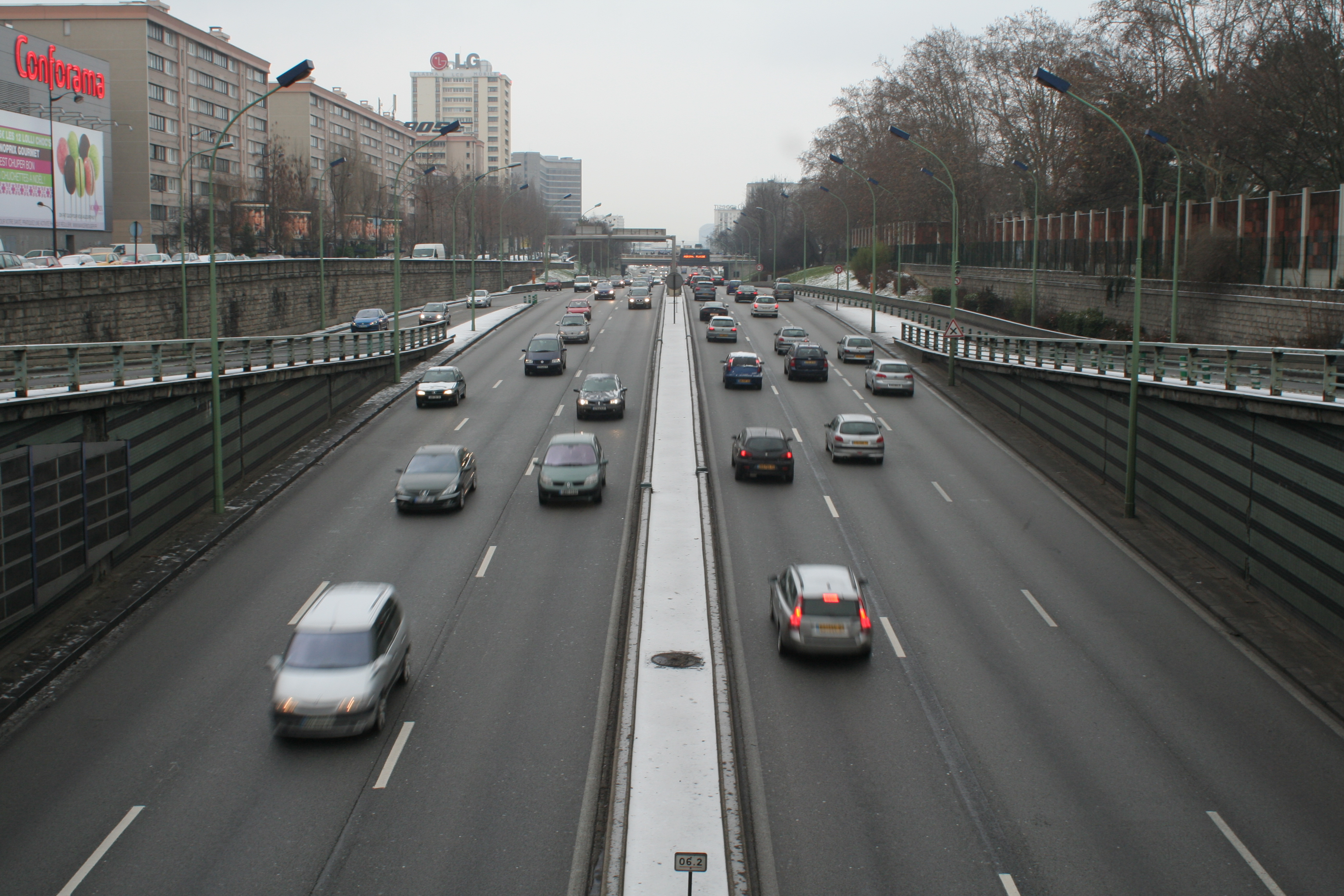
Porte de Châtillon sur le Boulevard périphérique.

La porte de Châtillon est une porte importante de Paris, située à 500 m à l'ouest de la porte de Montrouge et 400 m à l'est de la porte Didot. 
Historiquement, elle se trouvait sur le boulevard Brune dans le prolongement de l'avenue Jean-Moulin au niveau de l'actuelle place de la Porte-de-Châtillon. 
Avec la construction du boulevard périphérique, elle a été déplacée au-delà de celui-ci, à la jonction des villes de Montrouge et Malakoff.

Porte de Châtillon sur le boulevard Brune
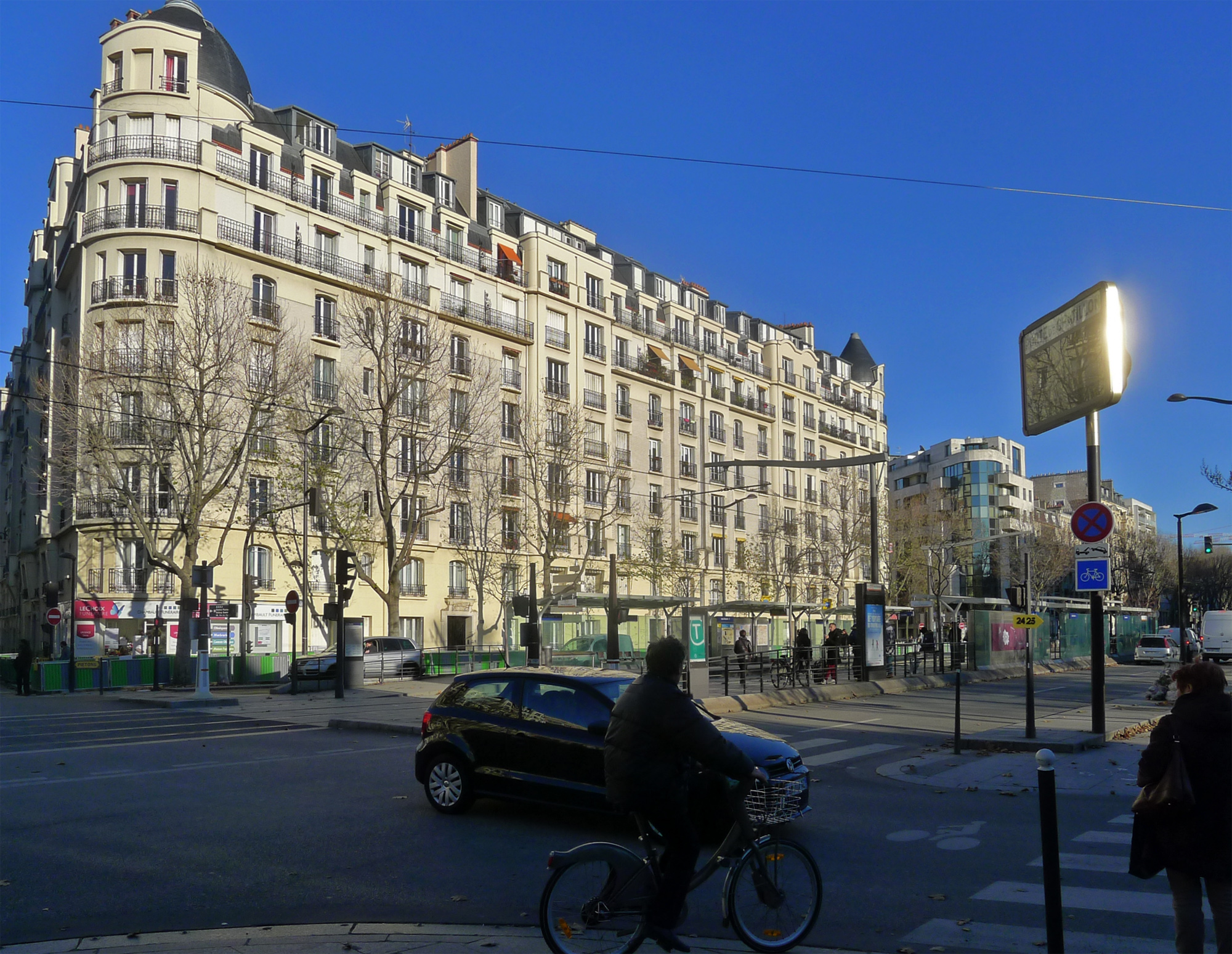
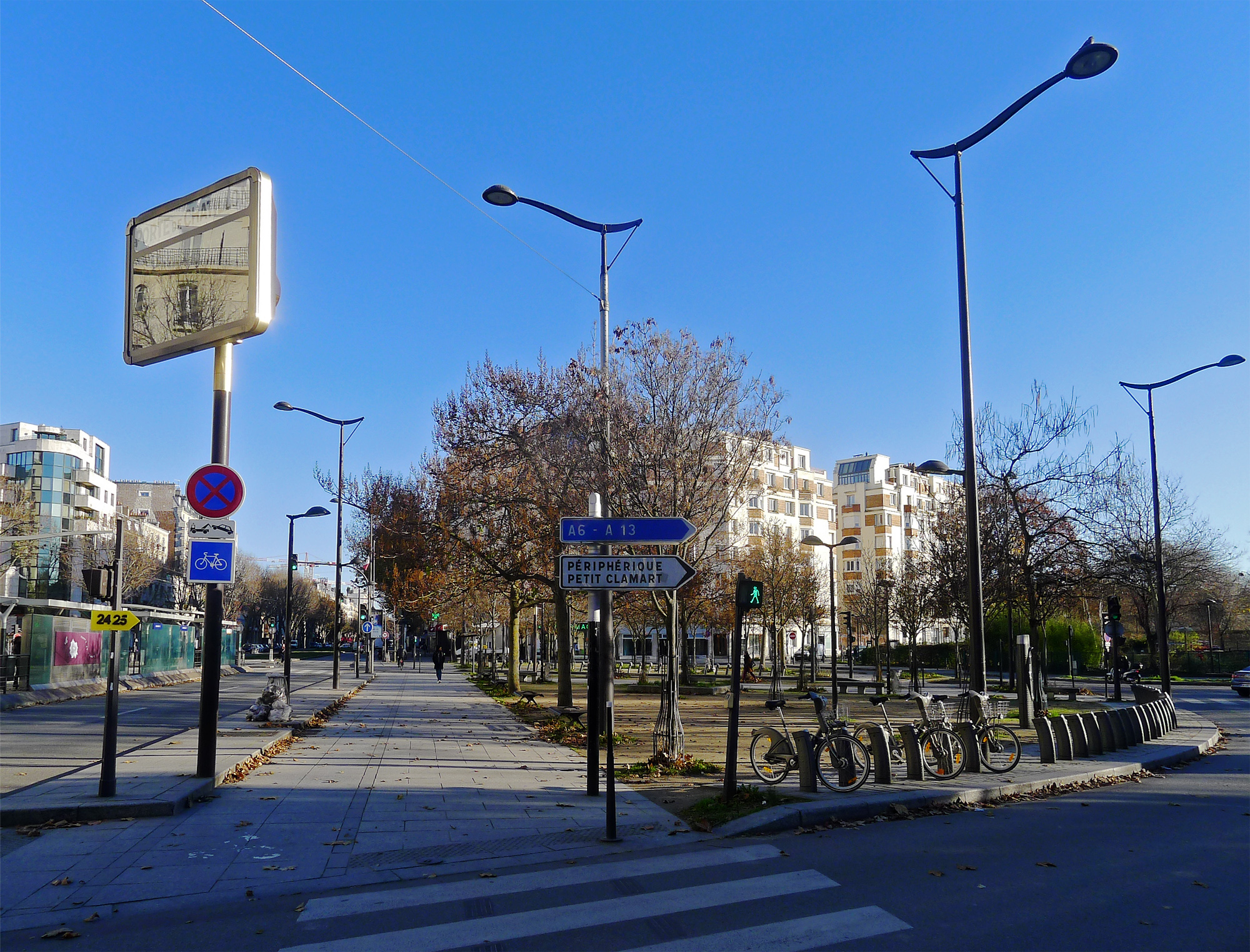
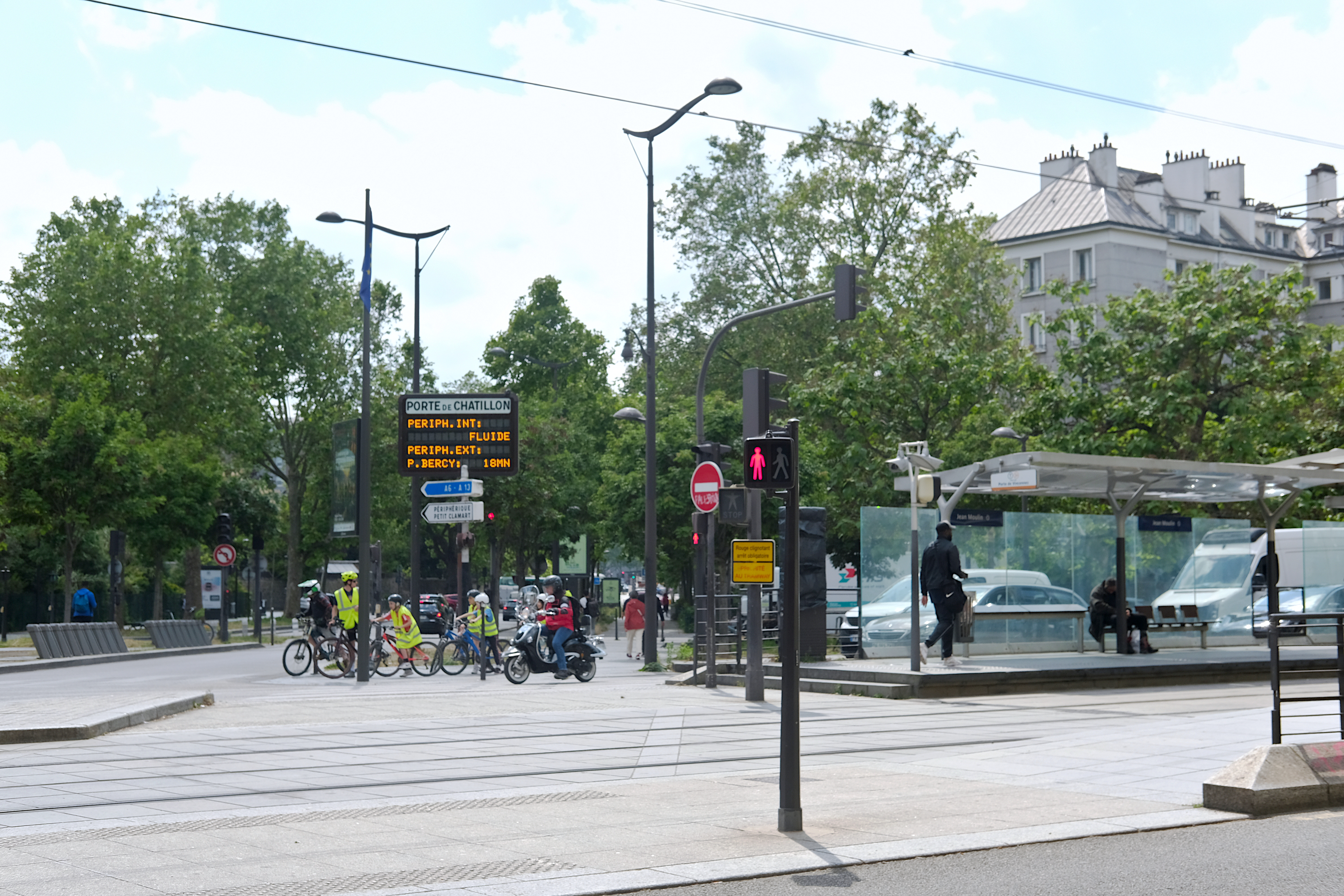

Située entre le stade Jules-Noël et le cimetière de Montrouge, la porte de Châtillon bénéficie peu de l'activité de Paris. Sa vie de quartier est en réalité plus tournée vers les villes de Montrouge et Malakoff vers lesquelles elle est ouverte. Elle donne en effet directement sur une importante annexe de l'UFR d'odontologie de l'université Paris-Descartes située rue Maurice-Arnoux à Montrouge.
La porte de Châtillon est desservie par la ligne de tramway T3a à la station Jean-Moulin.

## Bâtiments remarquables et lieux de mémoire
- Institut national du judo (INJ) : la Fédération française de judo et disciplines associées dispose de 600 mètres carrés de tatamis surplombés de gradins pour les spectateurs[1].